# Берхамов, Кантемир Михайлович
Кантеми́р Миха́йлович Берха́мов (род. 7 августа 1988, Нальчик, СССР) — российский футболист, полузащитник.

## Карьера

### Клубная
Воспитанник московского «Локомотива». Профессиональную карьеру начал в 2005 году в клубе зоны «Центр» второго дивизиона калужском «Локомотиве», сыграл два матча. 15 июля был отзаявлен. В том же месяце вернулся в московский «Локомотив», за который провёл шесть матчей в первенстве среди дублирующих составов. В 2006 году сыграл 13 матчей за дубль, забил два мяча, однако, в 2007 году провёл только две игры за резервный состав «Локомотива».
6 мая 2008 года, проведя в сезоне три матча за молодёжный состав, и так ни разу и не сыграв за основу «железнодорожников», был отзаявлен, после чего, в августе, был отдан на правах аренды в «Спартак-Нальчик», где и доиграл сезон, проведя 10 матчей и забив три мяча за молодёжный состав клуба. В основном составе нальчан дебютировал 22 марта 2009 года, выйдя на замену во втором тайме матча 2-го тура чемпионата против казанского «Рубина». Всего в том году сыграл в основном составе нальчан десять матчей в чемпионате и один в Кубке России. Кроме того, провёл десять встреч, в которых забил один гол, за молодёжный состав.
В начале 2010 года перешёл на правах аренды в клуб «Нижний Новгород», в составе которого был заявлен 25 марта. По итогам сезона был признан одним из лучших игроков первого дивизиона. По окончании сезона вернулся в «Спартак-Нальчик», который выкупил права на футболиста. Первый гол в составе нальчан забил 2 мая 2011 года в домашнем матче против московского «Динамо». 8 июня 2012 года решением тренерского штаба ПФК «Спартак-Нальчик» Берхамов был выставлен на трансфер.
19 июля 2012 года подписал контракт с «Уралом» Екатеринбург сроком на два года. Дебютировал 24 июля 2012 года в матче третьего тура первенства ФНЛ против новокузнецкого «Металлурга». 10 апреля 2014 года было объявлено о досрочном расторжении контракта по обоюдному согласию сторон. Всего провёл 31 матч в чемпионате и две игры в кубке страны, в которых забил один мяч.
В июне 2014 года заключил контракт с клубом ФНЛ «Тосно». Дебютировал в новой команде 17 августа в матче седьмого тура первенства против дзержинского «Химика», а уже в следующем туре забил гол в ворота саратовского «Сокола».
В июле 2015 года перешёл в тульский «Арсенал». В дебютном матче забил два мяча в ворота своей бывшей команды «Тосно» (3:1). В тульской команде Берхамов отыграл 5 сезонов, проведя 75 игр и забив 9 голов. В сезоне 2019/2020 полузащитник практически не имел игровой практики и появился на поле всего два раза — один раз в Кубке России и один раз в чемпионате: в матче против «Зенита» Берхамов вышел на замену и забил единственный гол своей команды. Контракт футболиста с «канонирами» истёк 31 мая, и руководство тульского клуба решило его не продлевать.
В конце февраля 2021 года стал игроком клуба «Кубань Холдинг» из станицы Павловской. В июне того же года покинул команду.

### В сборной
Выступал за национальную команду на юниорском и молодёжном уровне. За молодёжную команду провёл одиннадцать матчей, в которых забил два гола.

## Достижения
- Победитель Первого дивизиона: 2012/13[22]
- Серебряный призёр Первого дивизиона: 2015/16
- Бронзовый призёр Первого дивизиона: 2014/15
- Серебряный призёр 1-й группы Второй лиги: 2020/21
- Обладатель Кубка ФНЛ: 2013[23]

## Статистика выступлений
| Команда             | Сезон            | Чемпионат        | Чемпионат | Чемпионат | Кубок | Кубок | Итого | Итого |
| Команда             | Сезон            | Уров.            | Игры      | Голы      | Игры  | Голы  | Игры  | Голы  |
| ------------------- | ---------------- | ---------------- | --------- | --------- | ----- | ----- | ----- | ----- |
| Локомотив (Калуга)  | 2005             | III              | 2         | 0         | 0     | 0     | 2     | 0     |
| Спартак-Нальчик     | 2009             | I                | 10        | 0         | 1     | 0     | 11    | 0     |
| Нижний Новгород     | 2010             | II               | 29        | 8         | 1     | 0     | 30    | 8     |
| Спартак-Нальчик     | 2011/12          | I                | 13        | 1         | 0     | 0     | 13    | 1     |
| Урал (Екатеринбург) | 2012/13          | II               | 19        | 1         | 2     | 0     | 21    | 1     |
| Урал (Екатеринбург) | 2013/14          | I                | 12        | 0         | 0     | 0     | 12    | 0     |
| Урал (Екатеринбург) | Итого            | Итого            | 31        | 1         | 2     | 0     | 33    | 1     |
| Тосно               | 2014/15          | II               | 15        | 1         | 1     | 2     | 16    | 3     |
| Всего за карьеру    | Всего за карьеру | Всего за карьеру | 100       | 11        | 5     | 2     | 105   | 13    |

(откорректировано по состоянию на 22 ноября 2014 года)
Источники:
- Статистика выступлений взята со спортивного медиа-портала Sportbox.ru